# Христо Дельов (Мачуково)
Христо Лазаров Дельов е български революционер, деец на Вътрешната македоно-одринска революционна организация.

## Биография
Христо Дельов е роден на 20 март 1876 година в гевгелийското село Мачуково, тогава в Османската империя. Завършва трето отделение в родното си село, след което работи като железар. Присъединява се към ВМОРО през 1900 година. Тогава става четник на Трайко Гьотов в Кукушко, а в началото на 1901 година е действа в Гевгелийско при Аргир Манасиев. Участва в множество сражения и атентати като обикаля още в Струмишко. През 1905 година се изтегля от Македония и се установява в Кюстендил. Включва се като доброволец в Балканските войни в Македоно-одринско опълчение. Служи около месец в 1-а рота на Първа дебърска дружина, след което е прехвърлен във военния арсенал в София. Прехвърлен е към подпоручик Парпулов, който от Неврокоп обикаля помашките села в района. След това е изпратен в Солун при Аргир Манасиев. Оттам е пратен в Гевгели при подпоручик Александър Златанов, а накрая в Дойран и Струмица. В Първата световна война служи в 1 рота на Пети пехотен македонски полк, а през 1917 година е преведен по възраст в охраната на ж.п. линията между Борисовград и Мустафа паша. След 1944 година членува в Отечествения фронт. Живее към 1951 година в Кюстендил.